# Super Bowl II
Match précédent Match suivant
Le Super Bowl II est l'ultime partie de la saison NFL 1967 de football américain (NFL). Le match a eu lieu le 14 janvier 1968 au Miami Orange Bowl de Miami, Floride.
Les Green Bay Packers ont remporté le second trophée Vince Lombardi de leur histoire en s'imposant 33-14 face aux Oakland Raiders.
Le quarterback des Packers, Bart Starr, a été nommé pour la deuxième fois meilleur joueur du match, après avoir engrangé un total de 202 yards pour un touchdown.

## Récapitulatif du match
| Score             | Q1 | Q2 | Q3 | Q4 | Total |
| Green Bay Packers | 3  | 13 | 10 | 7  | 33    |
| Oakland Raiders   | 0  | 7  | 0  | 7  | 14    |

## Feuille de match
| Green Bay       | Position | Raiders           |
| --------------- | -------- | ----------------- |
| Attaque         |          |                   |
| Boyd Dowler     | SE       | Bill Miller       |
| Bob Skoronski   | LT       | Bob Svihus        |
| Gale Gillingham | LG       | Gene Upshaw       |
| Ken Bowman      | C        | Jim Otto‡         |
| Jerry Kramer    | RG       | Wayne Hawkins     |
| Forrest Gregg   | RT       | Harry Schuh       |
| Marv Fleming    | TE       | Billy Cannon      |
| Carroll Dale    | FL       | Fred Biletnikoff‡ |
| Bart Starr‡     | QB       | Daryle Lamonica   |
| Donny Anderson  | HB       | Pete Banaszak     |
| Ben Wilson      | FB       | Hewritt Dixon     |
| Défense         |          |                   |
| Willie Davis    | LE       | Ike Lassiter      |
| Ron Kostelnik   | LT       | Dan Birdwell      |
| Henry Jordan‡   | RT       | Tom Keating       |
| Lionel Aldridge | RE       | Ben Davidson      |
| Dave Robinson‡  | LLB      | Bill Laskey       |
| Ray Nitschke‡   | MLB      | Dan Conners       |
| Lee Roy Caffey  | RLB      | Gus Otto          |
| Herb Adderley‡  | LCB      | Kent McCloughan   |
| Bob Jeter       | RCB      | Willie Brown      |
| Tom Brown       | LS       | Warren Powers     |
| Willie Wood‡    | RS       | Howie Williams    |

Légende
- Hall of Fame ‡

## Arbitres
- Arbitre principal : Jack Vest (AFL)
- Juge de mêlée : Ralph Morcroft (NFL)
- Juge de chaîne : Tony Veteri (AFL)
- Juge de ligne : Bruce Alford (NFL)
- Juge de champ : Bob Baur (AFL)
- Juge de champ arrière : Stan Javie (NFL)